# Bagage

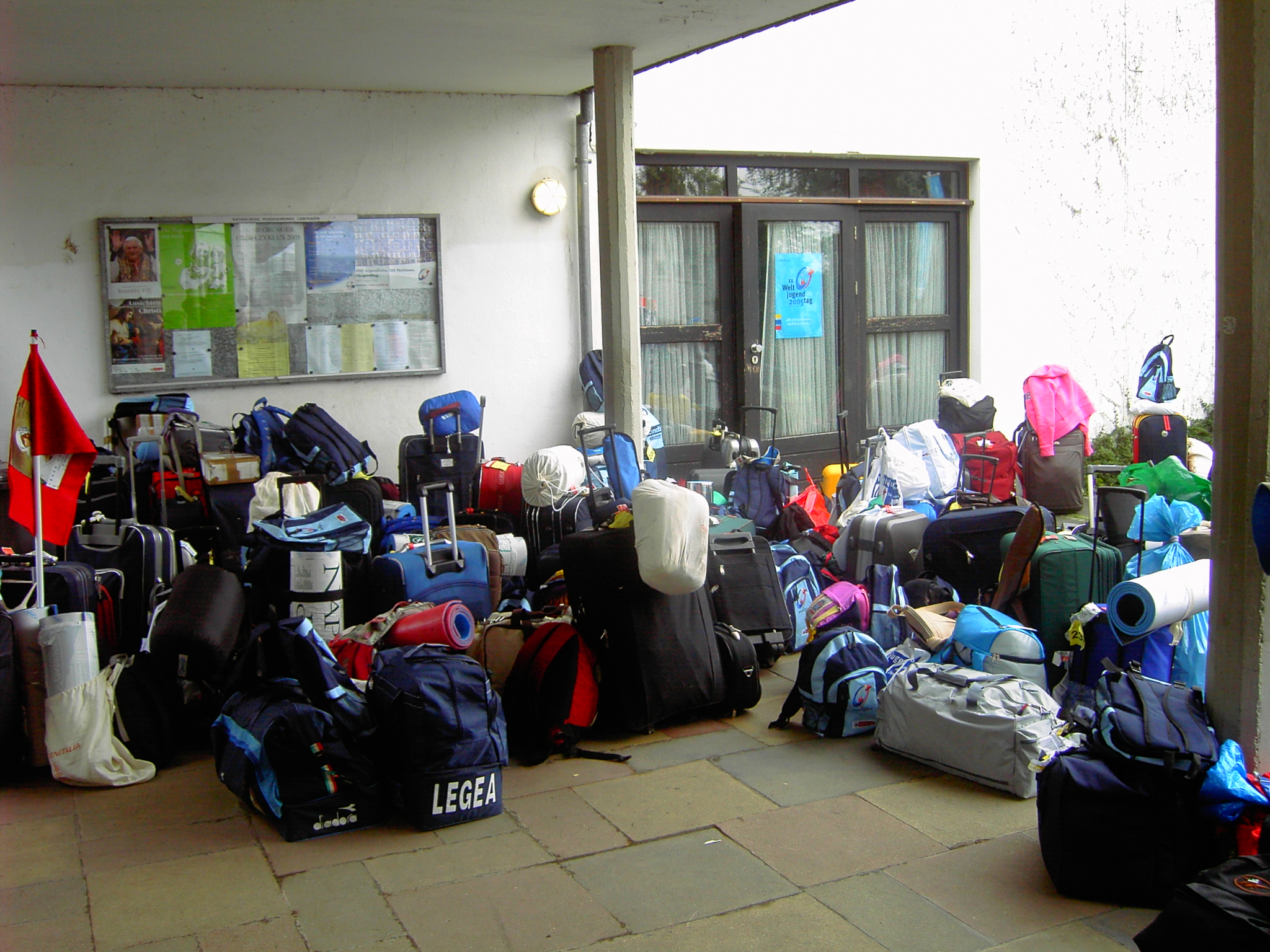
Bagage

Het woord bagage wordt gebruikt om een veelheid aan goederen aan te duiden die een persoon bij zich kan dragen. In letterlijke zin is het meestal een koffer, tas of rugzak die men meeneemt als men op reis gaat. 
Het woord bagage komt oorspronkelijk uit het Oudfrans. Het woord 'bague' dat 'bundel' betekent stamt echter uit het het Germaans. De bagage die men in de loop van de jaren meenam op reis veranderde ook, vóór de Tweede Wereldoorlog nam men vooral kisten en hutkoffers mee.
Het woord bagage wordt ook veel gebruikt in overdrachtelijke of figuurlijke zin. Zo kan men in de Nederlandse taal spreken van 'emotionele bagage', waarmee men dan doelt op de veelheid aan emotionele ervaringen die een mens met zich mee kan torsen.

## Bagage in de trein
Vanouds werd de bagage naar de trein gebracht door kruiers, steeds meer wordt van reizigers verwacht dat ze zelf voor hun bagage zorgen. In principe mag men zo veel bagage meenemen als onder de stoel en in het bagagenet past. Ook tussen de rugleuningen is vaak ruimte. In sommige treinen op langere afstanden is ruimte om grotere koffers neer te zetten. Moderne treinen hebben ruimte voor fietsen.

## Bagage in de bus
Reisbussen hebben vaak bagageruimte onderin. Er is daar meer ruimte voor grote koffers dan in de passagiersruimte. Reizigers kunnen hun bagage zelf - eventueel met hulp van de chauffeur - in die ruimte achterlaten.

## Bagage in het vliegtuig
In het vliegtuig wordt onderscheid gemaakt tussen handbagage en ruimbagage.

### Ruimbagage
Over het algemeen mag een reiziger niet meer dan 20 kg ruimbagage hebben (in de businessclass 30 kg), verdeeld over een onbeperkt aantal colli. Ten aanzien van de grootte van ruimbagage geldt bij sommige luchtvaartmaatschappijen dat de som van de lengte, breedte en hoogte maximaal 158cm mag zijn. Voor overgewicht moet betaald worden: per kilogram 1% van het businessclasstarief.
Bij sommige vluchten moet er per collo betaald worden, zodat het voor de reiziger voordeliger is om een grote koffer te gebruiken. Het gewicht per collo is meestal maximaal 32 kg.
De ruimbagage wordt bij de check-in ingeleverd en gewogen. Er wordt een label gemaakt en aan het handvat van de koffer bevestigd. Op het label staan het vluchtnummer, de drieletterige IATA-luchthavencode van de bestemming en een streepjescode. Door de streepjescode kan het automatisch werkende distributiesysteem van de grootste luchthavens ervoor zorgen dat de koffers bij het juiste vliegtuig komen om daar door het luchthavenpersoneel te worden ingeladen. 
Soms worden er etiketjes met de streepjescode op de koffers geplakt, voor het geval dat het grote label zoekraakt.
Er wordt een reçu op de instapkaart geplakt, waarmee de reiziger bij aankomst de eigendom van zijn bagage kan aantonen, het reçu is ook benodigd om aangifte te doen in geval van van vermiste bagage.
Stapt de reiziger over op een andere vlucht, dan kan hij dat bij de check-in aangeven, zijn bagage wordt dan (indien mogelijk) voorzien van een label met de gegevens van de hele reis. Op het overstappunt wordt de bagage dan automatisch naar het volgende vliegtuig gebracht.
Bij aankomst worden de koffers uitgeladen. In het luchthavengebouw worden ze -  veelal automatisch aan de hand van de streepjescode - uitgesorteerd in koffers die naar een ander vliegtuig gaan en koffers die op hun eindbestemming zijn. De laatste kunnen de reizigers, nadat ze door de eventuele paspoortcontrole zijn gegaan, in de bagagehal zelf afhalen, meestal van een transportband. Op de kleinere vliegvelden zijn soms geen transportbanden, daar pakken de reizigers hun koffer van het bagagewagentje dat de koffers van het vliegtuig heeft gehaald.
Ondanks alle zorgen gebeurt het veelvuldig dat bagage onderweg zoekraakt. De reiziger kan dat voorkomen door voor vertrek een label met adresgegevens aan de koffer te hangen. Dergelijke labels worden vaak door het reisbureau geleverd of verstrekt door de reisorganisatie waarmee wordt gereisd. Bij vermissing van bagage kan aangifte gedaan worden bij een kantoor dat meestal in de bagagehal gevestigd is. De luchtvaartmaatschappij poogt dan om de koffers zo spoedig mogelijk op te sporen en af te leveren op het door de reiziger opgegeven adres.

### Handbagage

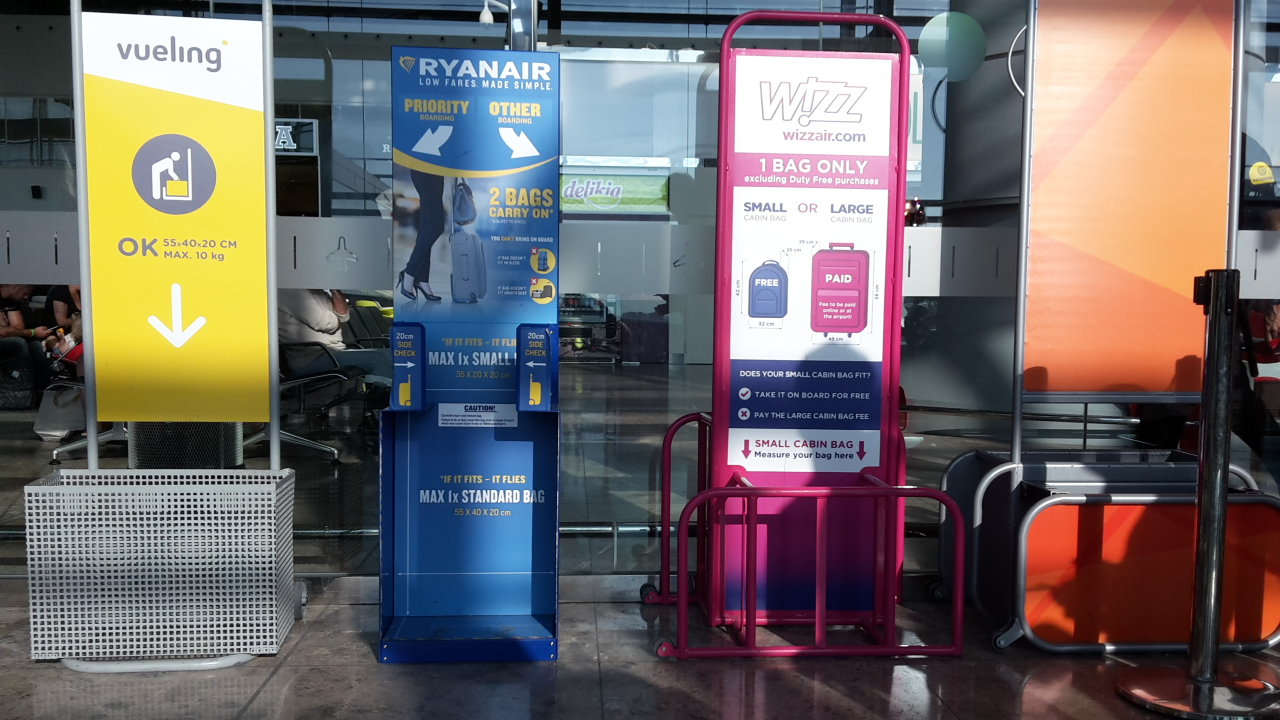
Handbagage bakken op vliegveld Alicante

Handbagage is bagage die men zelf mee aan boord mag nemen. Vanouds mocht handbagage alleen worden gebruikt voor artikelen die onderweg nodig waren of die men zelf onder toezicht wilde houden. 
De afmetingen zijn beperkt, handbagage moet in de bagagekasten boven de zitplaatsen of onder de stoel passen. De IATA, waar 250 luchtvaartmaatschappijen lid van zijn, streeft naar één universeel formaat, namelijk 55 × 35 × 20 cm. Intussen wordt de reiziger geconfronteerd met verschillende eisen. Handbagage mag meestal niet zwaarder zijn dan tien kilo, maar dit wordt alleen bij wijze van uitzondering gewogen.
Sedert de jaren 70 wordt alle handbagage gecontroleerd op gevaarlijke zaken. Hiervoor gaat de handbagage bij de paspoortcontrole door een speciaal röntgenapparaat. De douane kan dan op een scherm zien of er gevaarlijke spullen in zitten, die er dan meteen uitgehaald worden. Puntige voorwerpen zoals schaartjes, vijlen en dergelijke kunnen in beslag worden genomen. 
Sinds 6 november 2006 mag bij vluchten vertrekkende binnen de Europese Unie slechts een geringe hoeveelheid vloeistof (zoals water, deodorant, gel, parfum, frisdrank) worden meegenomen. Alle vloeistoffen behoren samen in één doorzichtige tasje/zakje vervoerd te worden.